# Pirata rubicundicoloratus
Pirata rubicundicoloratus is een nomen dubium dat werd gegeven aan een spin die door de auteur van de naam in de familie van de wolfspinnen (Lycosidae) werd geplaatst.. De wetenschappelijke naam werd in 1906 gepubliceerd door Embrik Strand.